# سولبوتيامين
سولبوتيامين هو مشتق صناعي من الثيامين (فيتامين ب1)، يوجد على شكل ثنائي الوحدات من جزيئتي ثيامين، وهو محب للدهن يعبر الحاجز الدموي الدماغي بسهولة أكبر مما يرفع من مستوى الثيامين ومركباته في الدماغ.
اكتشف السولبوتيامين في اليابان بجهود كانت تسعى لتطوير مشتقات الثيامين ذات فائدة أكبر من خلال زيادة الفته للدهن فيعطي نتائج بخصائص حركية دوائية أفضل.

## الاستخدامات
رغم أن فعاليته السريرية غير مؤكدة، لكنه المركب الوحيد الذي يستخدم لعلاج الوهن ويعرف عنه بأنه يستهدف المناطق المصابة بانتقائية. كما يمكن أن يستخدم لحسين الذاكرة إضافة لاستخدامه في علاج الضعف المزمن ويقلل التثبيط السلوكي النفسي ويعالج العنانة.
الدواء متاح بدون وصفة لأنه مكمل غذائي.

## التوفر
تنتجه مختبرات سرفير تحت اسم تجاري هو (Arcalion) ويحتوي القرص على 200 ملغ من السولبوتيامين. كما تتوفر منتجات أخرى. المنتج لا ينصح بجرعة يومية تتجاوز 600 ملغ.